# سات‌جحوتی
سات‌جحوتی/ساتیبو (انگلیسی: Sitdjehuti/Satibu؛ ‏ مصری باستان: Sꜣt Ḏḥwty؛ ‏متوفی ۱۵۵۰/۱۵۰۰ قبل از میلاد) شاهدخت و ملکه اواخر دودمان هفدهم مصر بود. او دختر فرعون  سناختن‌رع تائو یکم و ملکه تتی‌شری بود. او همسر برادرش سِقِنِن‌رَع تائو دوم و مادر شاهزاده احمس بود.

## زندگی
بر روی تابوت او نوشته شده که او دختر تتی‌شری است. نام دیگر او ساتیبو است.
گمان می‌رود که سات‌جحوتی دختر فرعون  سناختن‌رع تائو یکم و خواهر فرعون سِقِنِن‌رَع تائو دوم و ملکه اعح‌حتپ یکم و احمس انحابی بود. او با برادر (ناتنی) خود سِقِنِن‌رَع تائو دوم ازدواج کرد و برای او یک دختر به نام احمس به دنیا آورد.
مومیایی سات‌جحوتی در حدود سال ۱۸۲۰ به همراه تابوت، ماسک طلایی، اسکراب قلب و کتانی اهدایی خواهرزاده‌اش ملکه احمس نفرتاری کشف شد.
روی کتانی این متن نوشته شده است:
«اهدا شده به نفع همسر خدا، همسر شاه و مادر شاه احمس نفرتاری، عمرش طولانی باد، و همچنین سات‌جحوتی.»